# Hirzwald-Lägerfelsen
Das Gebiet Hirzwald-Lägerfelsen ist ein vom Landratsamt Villingen am 21. Mai 1957 durch Verordnung ausgewiesenes Landschaftsschutzgebiet auf dem Gebiet der Städte Triberg und St. Georgen im Schwarzwald.

## Lage
Das Schutzgebiet liegt zwischen St. Georgen und Schönwald an der Grenze der Naturräume Mittlerer Schwarzwald und Südöstlicher Schwarzwald. Es befindet sich größtenteils im Süden der Gemarkung des Triberger Stadtteils Nußbach, etwa 3 km südöstlich von Triberg. Ein kleinerer Teil liegt im Obertal auf der Gemarkung Brigach im Bereich um den Hirzbauernhof.
Im Gebiet entspringen die Brigach, ein Quellfluss der Donau, und der Nussbach, welcher in die Gutach mündet und damit zum Rheinsystem gehört. Somit zieht sich die Europäische Hauptwasserscheide durch das Gebiet.

## Landschaftscharakter
Das Gebiet wird von einem Mosaik aus Wald und Offenland geprägt. Es befinden sich zahlreiche schwarzwaldtypische Einzelgehöfte im Gebiet zerstreut. Um die Höfe befinden sich Wiesen und Weiden, die teilweise als Nasswiesen oder Borstgrasrasen oder Ginsterheiden ausgeprägt sind. Um den Steinhof befinden sich zahlreiche Felsbiotope, darunter auch der namensgebende Lägerfelsen und der Heidenstein.